# Yongle (köping i Kina, Sichuan, lat 28,09, long 105,96)
Yongle (kinesiska: 永乐镇, 永乐) är en köping i Kina. Den ligger i provinsen Sichuan, i den sydvästra delen av landet, omkring 340 kilometer sydost om provinshuvudstaden Chengdu.
Genomsnittlig årsnederbörd är 1 251 millimeter. Den regnigaste månaden är juni, med i genomsnitt 203 mm nederbörd, och den torraste är januari, med 21 mm nederbörd.